# 이롯포이 지렛타이
이롯포이 지렛타이(色っぽい じれったい 요염하게 애타게[*])는 2005년 7월 27일에 발매된 모닝구무스메의 스물일곱 번째 싱글이다.

## 개요
- 7기 멤버 쿠스미 코하루 가입 후 첫 싱글이다.

- 쿠스미와 카메이 에리의 내레이션으로 노래가 시작된다.

- 인트로, 간주, 아웃트로가 플라멩코풍으로 꾸며졌으며, 무대 의상 역시 빨간색 플라멩코 스타일이다.

## 수록곡
1. 色っぽい じれったい
작사, 작곡 : 층쿠 / 편곡 : 스즈키Daichi히데유키
2. 愛と太陽に包まれて
작사, 작곡 : 층쿠 / 편곡 : AKIRA
3. 色っぽい じれったい (Instrumental)

## 참여 뮤지션
※괄호는 트랙 번호
- 스즈키Daichi히데유키 - 프로그래밍, 기타 (1)
- 고지 - 기타 (1)
- 후루카와 마사요시 - 어쿠스틱 기타 (1)
- 사사모토 야스시 - 베이스 기타 (1)
- 다케가미 요시나리 - 색소폰 (1)
- 다케우치 히로아키 - 코러스
- 층쿠♂ - 코러스 (1, 2)
- AKIRA - 프로그래밍, 코러스 (2)

## 차트
- 주간최고순위 4위 (오리콘 차트)